# Tīna Graudiņa
Tīna Graudiņa, född 9 mars 1998 i Riga i Lettland, är en beachvolleyspelare. Hon har tillsammans med Anastasija Samoilova vunnit guld vid EM 2019 och 2022 samt på ungdomsnivå U22-EM 2016. Vid OS 2020 kom paret fyra.